# Peter Zipfel
Pour les articles homonymes, voir Zipfel.
Peter Zipfel (né le 20 octobre 1956 à Fribourg) est un ancien fondeur allemand.

## Palmarès
- Champion d'Allemagne sur 15 km : 1976, 1977 et 1981.